# تی پارتی در انتخابات ایالات متحده آمریکا
جنبش تی پارتی، یک جنبش سیاسی آمریکایی است که از تبعیت کامل از قانون اساسی ایالات متحده، کاستن از هزینه‌های دولت ایالات متحده و مالیات، و کاستن از بدهی ملی ایالات متحده و کسری بودجه فدرال دفاع می‌کند.
در انتخابات میان دوره‌ای ۲۰۱۰، نیویورک تایمز، ۱۳۸ کاندید برای کنگره را که دارای حمایت قابل توجه تی پارتی بودند شناسایی کرد، که گزارش داد که همهٔ آنان به عنوان جمهوریخواه به رقابت می‌پردازند. بنا بر یک محاسبهٔ ان بی سی، از کاندیدهای مورد حمایت یک گروه تی پارتی، یا کسانی که خود را عضو تی پارتی معرفی می‌کردند، ۵۰٪ به سنا و ۳۱٪ به مجلس نمایندگان راه یافتند.

## انتخابات ۲۰۱۰
از ۱۳۸ کاندیدای مورد شناسایی نیویورک تایمز، ۱۲۹ نفر برای مجلس نمایندگان و ۹ نفر برای سنا رقابت می‌کردند. بنا بر نظرسنجی وال ستریت جرنال-ان بی سی در میانهٔ اکتبر، ۳۵ درصد از رای دهندگان احتمالی حامیان تی پارتی بودند و ۸۴٪ به ۱۰٪ آنها از جمهوریخواهان حمایت می‌کردند. باور بر این است که اولین کاندید انتخاب شده از تی پارتی، دین موری، بیزنس منی از لانگ آیلند باشد که در انتخابات فوق العاده برای مجمع ایالتی نیویورک در فوریه ۲۰۱۰ یک کرسی بدست آورد.
بنا بر یک نظر سنجی ۳۲ درصد کاندیدهای مورد حمایت ان بی سی، در انتخابات به پیروزی رسیدند.
- اسکات براون جمهوریخواه، که مورد حمایت تی پارتی بود، به عنوان سناتور ایالات متحده از ماساچوست که معمولاً یک ایالت شدیداً دمکرات است برگزیده شد.[۸]
- در یوتا، وکیل مایک لی سناتور ایالات متحده از بخش اصلی جمهوریخواهان، باب بنت را در مقدماتی حزب جمهوریخواه شکست داد. پیروزی لی به عنوان یک پیروزی برای جنبش تی پارتی که حامیانش مخالف بازگشت بنت بودند شناخته می‌شود.[۹][۱۰][۱۱]
- رند پال، که در اولین رخداد تی پارتی در دسامبر ۲۰۰۷ سخنرانی کرد و متعاقباً مورد حمایت دیگر گروههای تی پارتی قرار گرفت، سه شنبهٔ بزرگ مقدماتی جمهوریخواهان در کنتاکی را برد. پال، پسر نماینده جمهوریخواه کنگره از تگزاس، ران پال، به راحتی کاندید محبوب بخش اصلی جمهوریخواهان، تری گریسن را با ۶۰٪ آرا برد و متعاقباً انتخابات سراسری در نوامبر را برد.[۱۲] از او نقل شده که «جنبش تی پارتی درباره نجات کشور از کوهی از بدهی است.»[۱۳]
- نیکی هیلی، یک نمایندهٔ ایالتی هندی آمریکایی ۳۸-ساله، سه رقیب سرشناس جمهوریخواه را در رقابت مقدماتی کارولینای جنوبی برای فرمانداری شکست داد و ۴۹٪ آرا را کسب کرد. او نماینده مجلس آمریکا گرشم برت را در ۲۲ ژوئن شکست داد.[۱۴][۱۵]
- در کالیفرنیا، چاک دوور، که از حمایت سارا پیلین برخوردار بود، مقدماتی جمهوریخواهان را به کارلی فیورینا باخت.[۱۶] But she lost on November 2, 2010, to Boxer.[۱۷]
- در نوادا، شرن اینجل، مقدماتی جمهوریخواهان را برد و محبوب جمهوریخواهان را شکست داد ولی در انتخابات سراسری از رهبر اکثریت سنا، هری رید، شکست خورد..[۱۸][۱۹]

## مطالعه بیشتر
- Miller, William J. (2012). Tea Party Effects on 2010 U.S. Senate Elections. Lanham, Maryland: Rowman & Littlefield Publishers. ISBN 978-0-739-16701-4. {{cite book}}: Unknown parameter |coauthors= ignored (|author= suggested) (help)